# María Carmen Sofía Flores
María Carmen Sofía Flores (Vitoria, 18 de septiembre de 1892) fue una conocida cantante lírica española.

## Biografía
Nació en la calle de la Estación (calle de Eduardo Dato en la actualidad), de la ciudad de Vitoria. Comenzó su carrera de cantante de ópera con el nombre de María Carmen Sofía Floria, para distinguirse de una afamada cupletista de su mismo nombre en aquella época. En esos momentos cantó como solista del Orfeón Donostiarra. Sus actuaciones en su ciudad natal se extendieron desde el antiguo Teatro Principal, al Casino Artista Vitoriano. Pero su gran debut como cantante de ópera lo llevó a cabo en el año 1918, en el teatro Victoria Eugenia de San Sebastián, interpretando un papel en el melodrama de un acto con música de Pietro Mascagni y libreto de Giovanni Targioni-Tozzetti y Guido Menasci, titulado Cavalleria Rusticana.
Al año siguiente cantó con la Coral de Bilbao e interpretó el papel protagonista de la opereta vasca titulada Maitena. Su voz cautivó a los críticos quienes le auguraron un brillante porvenir.